# Can Vilaró (Anglès)
Can Vilaró és un edifici al municipi d'Anglès catalogat a l'Inventari del Patrimoni Arquitectònic de Catalunya. Actualment els baixos de la casa funcionen com a forn i despatx de pa. Es tracta d'un immoble de dues plantes i golfes, que fa cantonada amb el carrer del Castell i que és a la dreta del carrer de l'Empedrat. Cobert amb una teulada a dues aigües de vessants a façana i amb un gran ràfec, respon a la tipologia de casa medieval.
La planta baixa destaca pel gran portal d'accés adovellat d'arc de mig punt amb unes dovelles de gran mida molt ben escairades. El portal al mateix temps es troba flanquejat per dues obertures: a la dreta hi ha una gran obertura rectangular, que actua com a portal secundari i que consta de llinda monolítica conformant un arc pla i muntants de pedra. A l'esquerra hi ha una minúscula obertura rectangular amb muntants de pedra.
Pel que fa al primer pis, aquest consta de tres obertures de similar tipologia, és a dir: rectangulars, amb llinda monolítica conformant un arc pla, muntants de pedra ben escairats, ampit treballat i a sota del qual hi ha la solució que consisteix a disposar tres pedres com a mesura de reforç i suport en el sosteniment de la pesant finestra. De les tres destaca especialment la finestra central molt més accentuada, ja que té una grandària major, completament simètrica al gran portal adovellat amb el qual comunica a través de les dues pedres de reforç. La llinda d'aquesta finestra recull una inscripció que diu:
Finalment, el segon pis exerciria les tasques de golfes i reprodueix la mateixa solució o plantejament formal aplicat en el pis anterior. L'única diferència apareix en les tres finestres d'aquest segon pis les quals tenen una grandària sensiblement menor i no disposen d'ampit en comparació en les de la planta noble.
A tall d'apunt, destaca la pervivència, en la façana que dona al carrer de l'Empedrat, d'un antic banc de pedra adossat a la façana.